# Depil
Depil (IPA: [ˈdeːpɪ], danska: Deble) är en gård på Borðoys västkust i Färöarna. Den ligger längs landsvägen mellan Klaksvík och Viðareiði, en kilometer från Hvannasund. Gården räknades förr som en by, och har idag (2015) endast två permanenta invånare och tillhör Hvannasunds kommuna. Gården har även eget postnummer (FO 735).
Namnet Depil betyder centrum och kommer möjligen av att placeringen i mitten av Färöarnas sex nordöar. Gården är från 1823 och är efter en restaurering gjord 2006, då de nuvarande boende flyttade ut, ett friluftsmuseum.

## Historia
Depil omnämndes första gången 1584, men kan vara äldre än så. Den moderna färöiska betydelsen av ordet depil är "centrum", "punkt" eller "mötesplats", såsom ordet depill på isländska. Ortnamnet har emellertid fornnordiskt ursprung, depill, som betyder något i stil med "vassdrag". Liknande betydelse finns i ortsnamn på Shetlandsöarna, såsom Loch of Winyadepla.
I närheten av huvudgården finns rester av ett litet bönehus och ett hus för allvarligt sjuka där troligtvis de pestdrabbade under medeltiden kunde tillbringa sin sista tid. Under början av 1800-talet blev orten i stort sett frånflyttad. Bönderna hade lämnat platsen då personer från andra ställen ägde all jord i området, och halvparten av bruksmarken hade blivit vildmark igen. Vid folkräkningen 1801 hade Depil endast tre invånare, och platsen var helt obebodd fram till 1815.
Hösten 1815 kom Óli Árantsson och hans fru Anna Óladóttir till Depil från Norðtoftir, och orten fick återigen invånare. Historien berättar att Guttorm Guttormsson byggde den äldsta delen av huvudgården i Depil. Den nedre delen är yngre, och den övre delen byggdes av drivved av Tummas í Depil 1823. Den sista boende i huvudgården flyttade in i ett grannhus 2006 och gården restaurerades och används idag som friluftsmuseum.

## Befolkningsutveckling
| Befolkningsutvecklingen i Depil 1985–2015 | Befolkningsutvecklingen i Depil 1985–2015 | Befolkningsutvecklingen i Depil 1985–2015 | Befolkningsutvecklingen i Depil 1985–2015 | Befolkningsutvecklingen i Depil 1985–2015 |
| ----------------------------------------- | ----------------------------------------- | ----------------------------------------- | ----------------------------------------- | ----------------------------------------- |
|                                           |                                           |                                           |                                           |                                           |
| År                                        |                                           |                                           | Folkmängd                                 |                                           |
| 1985                                      | 1985                                      |                                           | 5                                         |                                           |
| 1990                                      | 1990                                      |                                           | 4                                         |                                           |
| 1995                                      | 1995                                      |                                           | 3                                         |                                           |
| 2000                                      | 2000                                      |                                           | 3                                         |                                           |
| 2005                                      | 2005                                      |                                           | 2                                         |                                           |
| 2010                                      | 2010                                      |                                           | 1                                         |                                           |
| 2015                                      | 2015                                      |                                           | 2                                         |                                           |
|                                           |                                           |                                           |                                           |                                           |